# Asplenium × tagananaense
Asplenium × tagananaense là một loài dương xỉ trong họ Aspleniaceae. Loài này được Rumsey mô tả khoa học đầu tiên năm 2011.
Danh pháp khoa học của loài này chưa được làm sáng tỏ. 